# 朝克
朝克（Dular·Osor·Chog，1957年—），内蒙古鄂温克族自治旗人，鄂温克族，中华人民共和国政治人物、第十二届全国人民代表大会内蒙古地区代表。
毕业于东京外国语大学语言学专业，加入中国共产党，担任中国社会科学院民族学与人类学研究所研究员、语言片党支部书记兼北方语言研究室主任。2008年起担任全国人大代表。2013年，继任全国人大代表。